# Istituzionalismo
L'istituzionalismo è una dottrina giuridica che nel concetto di istituzione trova la chiave di spiegazione della vita associata, identificando il diritto con l'istituzione che crea le norme: ubi societas ibi ius. Tra i principali esponenti: Maurice Hauriou (La Theorie de l'institution) che considera l'istituzione l'organizzazione che ha realizzato in sé la situazione di diritto più alta e in Italia Santi Romano (L'Ordinamento giuridico) il principale fautore della teoria istituzionista del diritto.

## Diritto pubblico
Nella filosofia del diritto occidentale del XX secolo, si individuano tre teorie dell'"istituzionalità nel giuridico" (Lorini):
- istitutismo:[3] teoria del diritto quale insieme di istituti giuridici; gli istituti sono concepiti in Goretti "come una sorta di azioni coordinate, costituenti un equilibrio tipico e costante di finalità che si fissano in un complesso di mezzi" e in Ray "come costruzioni giuridiche"[2][4][5]
- istituzionalismo: teoria del diritto quale istituzione[1][4] (Santi Romano, Maurice Hauriou).
- neo-istituzionalismo: il diritto è rappresentato da fatti istituzionali (Neil McCormick, Ota Weinberger).[2][6][7]

La teoria istituzionalista si contrappone, nel dibattito giusfilosofico, a quella normativista. Essa sostiene che la caratteristica imprescindibile del diritto sia la sua effettività e che questo coincida con un'organizzazione funzionante e concreta, definita da Santi Romano come corpo sociale. Il diritto sarebbe così una sorta di macchina funzionante che si compone dell'attività giurisdizionale, delle amministrazioni, degli organi statali in azione...
Il successo dell'istituzionalismo si può ricavare da una particolare osservazione critica rivolta da questo al normativismo per la quale, se il diritto fosse solo insieme di norme, in gran parte disapplicate, come sostengono i normativisti, esso sarebbe da considerarsi alla stregua di una "lingua morta", totalmente inefficace.

## Diritto societario
Con lo stesso termine istituzionalismo, in contrapposizione a contrattualismo in diritto societario si intende quella teoria che vede nell'impresa una finalità diversa dall'interesse degli azionisti della società.
Tipica è l'espressione usata dall'economista e imprenditore tedesco Walther Rathenau che avrebbe risposto agli azionisti della Norddeutscher Lloyd, i quali avanzavano lamentele sul fatto di non aver conseguito gli utili sperati dal loro investimento azionario:
Da allora l'espressione “i battelli del Reno” ha assunto il significato di interesse sociale,  in una concezione di oggettivizzazione della impresa dove l'interesse degli azionisti è qualche cosa di distinto, e qualche volta contrapposto, all'interesse dell'impresa in sé.